# 2012년 하계 올림픽 개막식

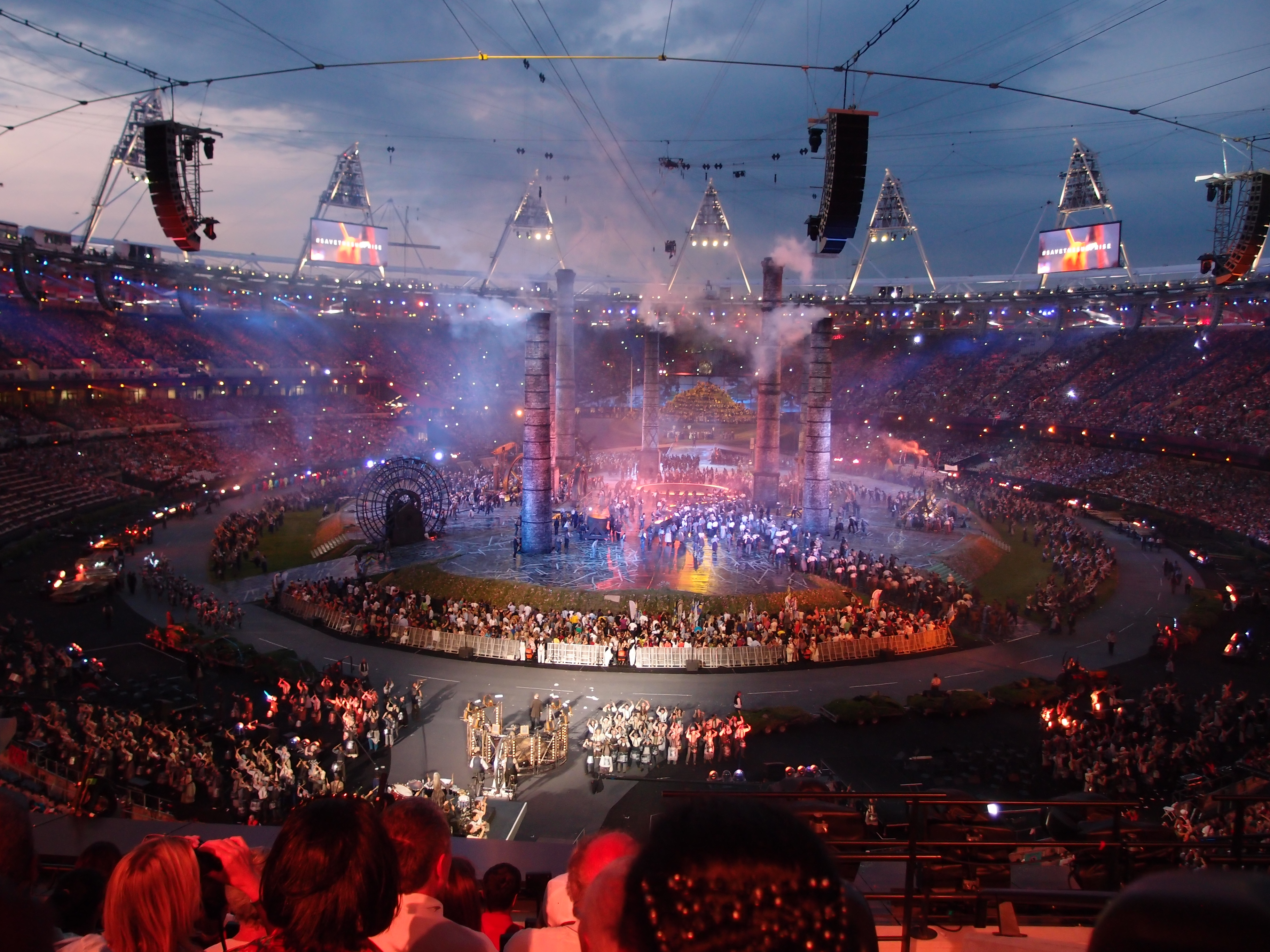
2012년 하계 올림픽 개회식

2012년 하계 올림픽 개막식은 2012년 7월 27일 오후 9시 (영국 서머타임, UTC+1) 런던 올림픽 스타디움에서 거행된 2012년 하계 올림픽의 개막식이다. 이 행사는 셰익스피어의 템페스트의 대사를 따서 The Isles of Wonder(경이로운 섬)으로 불리기도한다. 대니 보일이 종합 연출을, 언더월드가 음악 감독을 맡았다.

## 기획

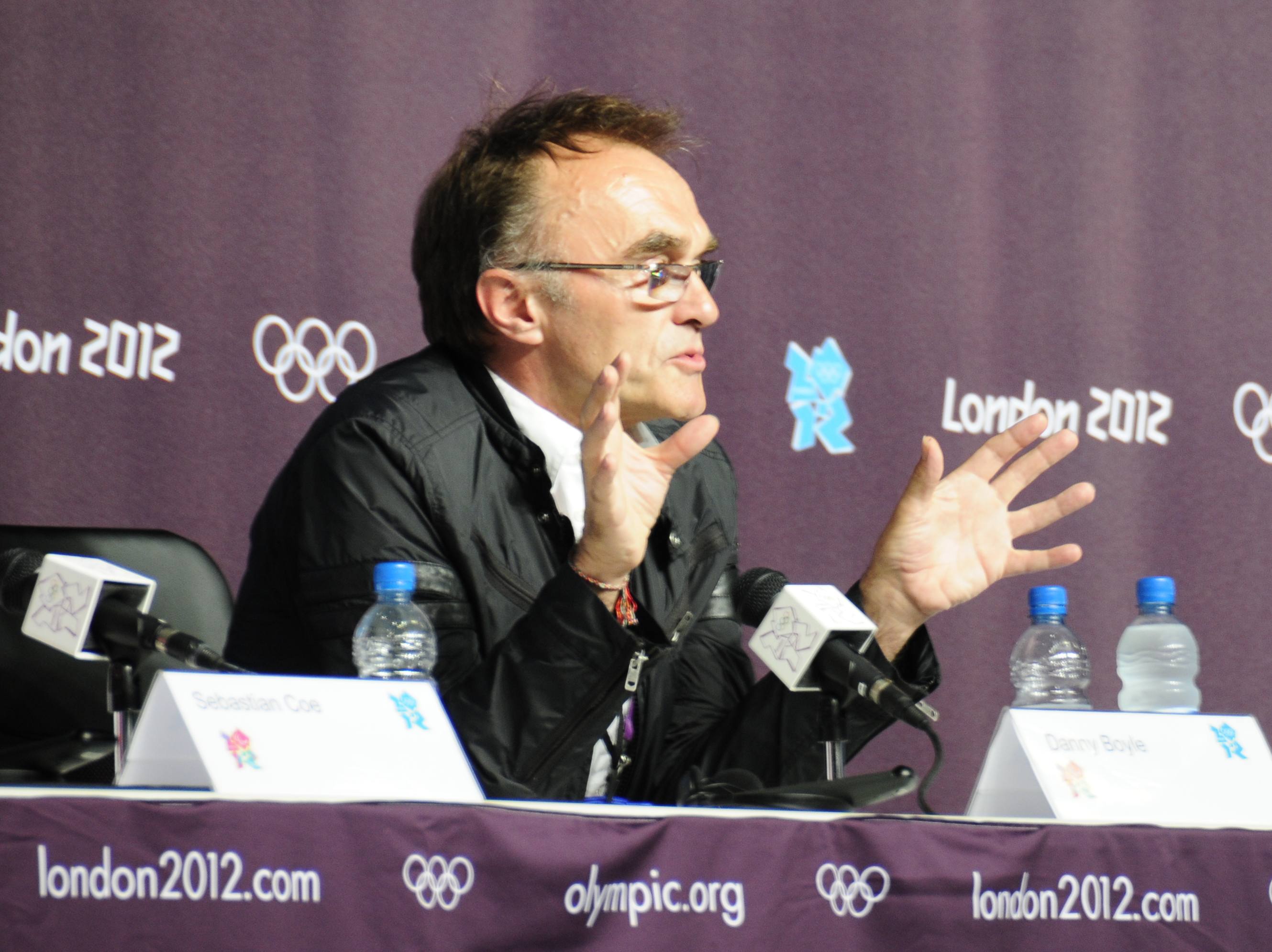
올림픽 개막식 총감독을 맡은 대니 보일

2010년 6월 런던 올림픽 패럴림픽 조직위원회 (LOCOG)는 영국의 영화감독 대니 보일에게 올림픽 개폐막식 총감독을 맡아달라는 의향을 전했고, 보일 감독이 바로 수락하면서 개막식 준비가 시작되었다. 개막식 감독직을 수락한 것에 대해 보일 감독은 크게 네가지 이유가 있었다고 밝혔는데, 우선 자신이 올림픽의 열광 팬이었고, 올림픽 스타디움에서 머지않은 곳에서 살고 있었기에 지역주민으로서 푹 빠져 있었으며, 돌아가신 아버지의 생일이 개막식 당일이었고, 당시 《슬럼독 밀리어네어》로 오스카상을 제패한 시점에서 원하는 건 무엇이든 밀어붙일 수 있겠다는 자신감이 들어서였다고 한다. 그는 또 감독직을 맡는 것이 "이상하게도 약간 국민적, 국가적 의무처럼 느껴졌다"고 회상했다.
보일 감독은 "베이징보다 더 규모를 키울 수는 없다"며 지난 대회였던 2008년 베이징 올림픽 개막식의 휘황찬란함을 따라가는 것은 애당초 불가능했다고 인정하고, 그러한 현실 자각이 오히려 연출팀으로서는 부담감에서 벗어나 창의로운 길로 나아갈 수 있게 만들었다고 말했다. "..물론 저는 베이징 대회처럼 시도하거나 그걸 토대로 삼을 생각은 없습니다. 왜나면 어떻게 가능하겠어요? 우린 못 해요, 여러분도 그러지 않을 거구요, 그래서 처음으로 되돌아간 겁니다. 다시 생각해보고 다시 시작했다는 인상을 주기 위해서 노력할 것입니다. (개막식이) 1984년 LA 올림픽부터 발달해오기만 했으니까요. 매 대회마다 최고로 남기 위해 애를 써왔는데 베이징 대회 이후로는 그러지 못하게 되어버린 거죠." 여기에는 현실적인 계산도 존재했는데, 베이징 올림픽의 개막식 예산은 6500만 파운드였던 반면, 런던 올림픽의 최종 개막식 예산은 2700만 파운드에 불과했는데 이 역시도 당초 예상에서 2배 뛰어오른 규모였다. 런던 올림픽 주경기장의 의석수는 베이징 올림픽과 동일했지만, 전체 경기장 규모는 절반으로 줄어들었다. 이렇게 관객 간의 거리가 조밀해진 것은 보일 감독으로 하여금 개개인적인 것과 그것들 간의 관계를 만들어낼 수 있겠다는 생각을 품게 했다.
개막식의 각 섹션은 영국 역사와 영국 문화의 면면을 엿볼 수 있도록 기획했으며, 제목은 '경이로운 섬' (Isles of Wonder)로 정해졌다. 이 경이로운 섬이라는 말은 셰익스피어의 작품 《템페스트》, 특히 작중에서 등장하는 칼리반의 '두려워 마시오' 대사에서 영감을 받았으며, 한편으로는 영국 시인 G. K. 체스터턴의 명언 "세상이 멸망한다면 경이로운 것이 바닥나서가 아닌, 경이롭게 생각하는 마음이 바닥나서일 것이다"에서도 따왔다.
2010년 7월 보일 감독은 프로덕션 디자이너 마크 틸데슬리, 각본가 프랭크 코트렐보이스, 의상디자이너 수티랏 앤 랄라브와 함께 개막식 연출 아이디어를 위한 브레인스토밍 단계에 돌입했다. 이들은 "근본적으로 영국다운 것은 무엇인가"를 두고 고심했는데, 유일하게 영국 출신이 아니었던 랄라브는 전세계가 영국 하면 떠올릴 것에 대한 시각을 제공해주었다. 이 과정에서 올림픽 개막식에서 전통으로 자리잡은, 오륜을 화려하게 만들어내는 연출을 어떻게 할 것인지에 대해서도 논의가 이뤄졌다. 당시 코트렐보이스는 보일 감독에게 영국 산업혁명사를 현대의 시각으로 분석 수집한 역사서 《판데모니엄》 (Pandaemonium, 소설 〈실낙원〉에서 지옥의 수도로 등장하는 곳)의 복사본을 선물했다. 그는 "대니 감독의 생각은 매우 확고했습니다. 처음 15분 동안 전세계를 통틀어 깜짝 놀랄 대단한 광경을 보여줘야 한다는 것이었죠. 사람들이 '세상에나!' 할 법한 것으로 절정을 이뤄야 했습니다"라고 회상했다. 그 광경이 무엇인지에 대해 보일 감독은 "전원풍경에서 산업풍경으로의 여정, 올림픽 오륜을 단련해내는 풍경으로 마무리"한다는 결론을 내렸다.
연출팀이 기획에 착수할 당시 세워진 공연 무대는 총 10챕터에 달했으나, 점차 세가지 주무대로 묶이게 되었다. '즐겁고 푸르른 땅'이 산업혁명의 '대혼란'으로 격렬하게 전환되는 무대, 영국 사회보험과 아동문학에 경의를 표하는 무대, 영국의 대중문화와 기술, 디지털 혁명을 기념하는 무대였다.
"두려워 마시오, 이 섬을 가득 메운 소란."
대부분의 나라는 역사의 어느 시점에서 자신들의 모든 것을 변화시키는 혁명을 경험합니다. 영국은 온 인류를 변화시킨 혁명을 경험했습니다.
1709년 에이브러햄 다비는 코크스를 이용해 용광로에서 철을 제련해냈습니다. 그렇게 산업혁명이 시작되었습니다. 에이브러햄의 슈롭셔 용광로로부터 녹은 철이 흘러나왔습니다. 그의 재주로부터 공장과 방직기와 엔진과 무기와 철도와 배와 도시와 분쟁과 번영이 흘러나왔고, 그것은 우리가 사는 세상을 만들어냈습니다.
1990년 11월 또 한 명의 영국인이 또다른 혁명의 불꽃을 당겼습니다. 똑같이 지대한 영향을 끼친 그 혁명을, 우리는 아직도 경험하고 있습니다. 디지털 혁명의 시작은 팀 버너스리가 세상에 남긴 놀라운 선물, 월드 와이드 웹이었습니다. 이것은 모두를 위한 것이다, 라고 그는 말했습니다.
모두를 위한 올림픽 개막식에 오신 여러분들을 환영합니다. 천재 영국인의 창의성과 남다름, 대담성과 개방성을 기리며, 현대 런던의 천재성, 창의성, 남다름, 대담성, 개방성을 활용하는 자리입니다.
여러분께선 셰익스피어와 블레이크, 밀턴이라는 위대한 시인의 시구를 듣게 되실 겁니다. 타의 추종을 불허하는 우리 대중문화의 찬란한 소란도 듣게 되실 겁니다. 피터 팬과 후크 선장, 메리 포핀스, 볼드모트, 크루엘라 등 우리의 위대한 아동문학에 등장하는 인물들도 만나보실 겁니다. 평범한 일가족과 비범한 선수들도 만나보실 겁니다. 춤추는 간호사와 노래하는 아이들 그리고 놀라운 특수효과도요.
그러나 우리는 또 바랍니다. 그 모든 소란과 흥분을 지나, 산업의 번영으로, 복지국가를 건설한 보살핌의 나라로, 대중문화의 즐거운 에너지로, 전세계적 소통이란 꿈으로 이룰 수 있는 세상, 진실된 자유와 진정한 평등의 세상, 그런 보다 나은 세상 - 예루살렘의 이상 - 을 꿰기 위한 황금빛 실가닥 하나를 어렴풋 마주할 수 있길. 예루살렘을 세울 수 있다는 믿음. 그것이 바로 여러분 모두를 위한 것이 될 겁니다.
2011년 봄, 개막식 기획작업에 복귀한 보일 감독은 밴드 언더월드의 릭 스미스에게 음악감독을 맡아달라고 부탁했다. 당시 릭 스미스는 소설 《프랑켄슈타인》의 연극 무대화와 여러 영화 제작에 참여하고 있었다. 이 시점에서 연출팀은 런던 동부의 스리 밀스 스튜디오 종합단지로 자리를 옮겨, 올림픽 스타디움의 4m 크기 모형을 설치해놓고 기획을 이어갔다. 당시 개막식 리허설을 CG로 구현한 영상도 제작되었는데, 보안을 위해 공연 감수담당이었던 사샤 딜런의 개인 노트북에만 저장해놓고 필요한 사람은 직접 스튜디오로 찾아와서 열람하도록 했다.
개막식 출연자로 전문 공연가는 물론 자원봉사자 7,500명도 참여하는 것으로 계획되었다. 보일 감독은 자원봉사자야말로 "(개막식에서 활용할) 모든 것 중에서 제일 소중한 것"이라 생각했다. 2011년 11월 스리 밀스 스튜디오에서 오디션이 진행되었고, 2012년 봄부터는 대거넘의 버려진 포드사 공장 부지를 야외무대로 활용해 리허설을 진행했는데 악천후일 때가 많았다고 한다. 보안 유지의 경우, 공연 핵심 관계자는 비공개 동의서에 서명해야 했고 일부 소재 역시 코드네임으로 바꿔 부르기는 했으나, 일반 자원봉사자들에게는 단순히 "놀라움을 지켜주자"며 정보를 유출하지 말아달라고만 요청하는 등 보일 감독이 엄청난 신뢰를 보였다고 한다. 공연 출연자 외에도 보안과 진행요원 보조, 기술진 보조를 위한 자원봉사자도 추가로 모집되었다. 개막식을 3주 앞두고서는 대표역을 맡기로 되어 있던 마크 릴런스가 가족상을 당하는 바람에 케네스 브래너로 교체되는 일도 있었다.
이번 대회 개막식을 위해 특별 제작된 올림픽 벨은 그 무게만 23톤으로, 화음조율된 종으로는 세계 최대 규모였다. 영국 화이트채플 종 주조공장의 감독에 따라 네덜란드 에이스바우트 공장에서 놋쇠를 이용해 주조되었으며 런던 스타디움으로 공수되어 내걸렸다. 종 표면에는 《템페스트》에서 칼리반이 외치는 대사인 "두려워 마시오, 이 섬을 가득 메운 소란 (Be not afeard, the isle is full of noises)"이 새겨졌다.
보일 감독은 런던 올림픽의 표어인 '세대에 영감을' (inspire a generation)에 특히 역점을 두고, 테마들을 청년과 연관된 것으로 설정하는 등, 어린이와 청소년이란 소재에 크게 의지하며 프로그램을 구성해 나갔다. 이번 올림픽 대회가 열리는 런던 동부 6개구의 25개 학교를 대상으로 개막식 공연 어린이 자원봉사자 모집이 이뤄졌으며, 50여개 언어를 두루 사용하는 16~18세 고등학생 170명도 모집됐다.
2012년 6월 12일 기자회견을 연 보일 감독은 영국 시골을 나타낸 거대한 세트장을 개막식에서 선보인다고 밝혔다. 세트장에는 글래스턴베리 토르 모형을 중심으로, 동네 크리켓을 하는 선수들, 농장의 동물들, 메이폴과 비구름도 등장하며, 이를 통해 영국의 시골 풍경을 표현하는 것이 의도라고 보일 감독은 밝혔다. 세트장 양쪽 끝에는 콘서트장처럼 입석 공간이 들어가도록 설계되었는데 한쪽은 락 페스티벌을, 다른 한쪽은 신년맞이 오케스트라 공연을 구경하는 사람들이 배치된다.
일부 세트장은 실제 잔디와 흙으로 뒤덮도록 설계되었다. 세트장에 들어갈 가축의 경우, 양 40마리, 말 12마리, 소 3마리, 염소 2마리, 닭 10마리, 오리 10마리, 거위 9마리, 양치기개 3마리와 이들을 돌볼 34명의 스탭까지로 계획되었는데 실제 동물을 동원하는 부분에 대해 PETA로부터 비판을 받기도 했다. 그렇잖아도 영국 동물학대 방지 협회 (RSPCA)의 자문을 받고 있던 보일 감독은 PETA 측에 동물에게 해를 끼치는 일이 없도록 잘 신경쓰겠다고 확언했다. 보일 감독은 "저는 우리가 얼마나 별나고 고집스러운가, 또 우리가 얼마나 따스한가를 밝혔으면 합니다"라며 관객 모두가 공감하는 개막식을 만들겠다고 밝혔다. 하지만 기자회견 이후 영국 언론들의 평은 대부분 부정적이었으며, "넷상에서는 수백 개의 댓글이... 개막식이 엉망진창일 것이라는 전망을 완전히 지지하고 있다"는 반응도 전했다.
개막식에서 사용될 음악은 영국 음악이 거의 대부분이었다. 개막식 연출팀 작업실 바로 옆 방은 폐막식 음악감독 데이비드 아놀드가 사용하고 있었는데, 이 때문에 서로의 삽입 계획곡을 듣게 되었고 이 곡은 우리가 쓰겠다며 앞다투어 선점하는 일도 있었다고 한다. 다만 모든 곡이 영국 곡이었던 것은 아니어서 《슬럼독 밀리어네어》, 《127시간》에서 보일 감독과 협업했던 A. R 라흐만은 감독의 요청으로 펀자브어 노래 'Nimma Nimma'를 작곡, 영국의 인도문화 영향을 소개하는 공연에서 쓰이게 됐다는 보도도 나왔다. 개막식 막바지에는 전 비틀즈 멤버였던 폴 매카트니가 직접 공연에 나서게 되었다.
한편 보일 감독이 <Happy and Glorious> 영상에서 영국 여왕을 주인공으로 삼은 것에 대해 실제 여왕을 출연시키면 어떻겠느냐는 아이디어를 던졌고, 이에 긍정적인 반응을 보인 서베스천 코 조직위원장이 직접 여왕에게 개막식 출연을 요청하는 데 있어 크게 일조하게 되었다. 당초 보일 감독은 여왕을 닮은 배우나 헬렌 미렌 같은 세계적인 배우가 여왕 역으로 출연해 버킹엄 궁전에서 로케이션을 진행한다는 방안도 제시했다. 그러나 코 위원장이 IOC 위원이자 런던올림픽 조직위에 참여하던 앤 공주에게 어떻게 생각하느냐를 묻자 직접 여왕께 여쭙는 건 어떻겠느냐고 답했고, 코 위원장은 곧바로 여왕 개인 부비서관에게 아이디어를 전하면서 극적으로 성사되었다. 본인이 출연한다는 것을 기쁘게 생각하며, 더 나아가 대사도 있었으면 좋겠다는 여왕의 반응에 보일 감독은 깜짝 놀랐다는 후문이다. 촬영은 2012년 3월 말에 진행되었으며, 당시 영상과 더불어 개막식 오프닝 영상인 <Journey along the Thames> (템스강을 따라가는 여정)의 제작은 모두 BBC에서 맡았다.
개막식 프로그램 구성은 개막이 머지않은 시점에서도 계속해서 변경이 이뤄졌다. 예컨대 BMX 자전거 선수들이 등장하는 섹션은 시간제약으로 인해 아예 제외되었고, 'Pandemonium' (대혼란)과 'Thanks..Tim' (고마워요..팀) 섹션은 일부 공연을 편집하게 되었다. 2016년에는 보일 감독이 제레미 헌트 당시 올림픽문화장관으로부터 NHS를 기리는 공연도 빼라는 압력을 받았었다며, 연출감독을 사퇴하고 자원봉사자들도 빼겠다고 맞선 끝에 지켜낼 수 있었다는 후일담을 전하기도 했다.
올림피 스타디움 내에서 진행된 최종 리허설과 기술 테스트는 7월 23일과 7월 25일 총 두 차례였다. 당시 자원봉사자, 출연자 가족, 직관 당첨자, 대회 관계자 등 6만 명이 지켜보는 가운데서 리허설이 펼쳐졌다. 보일 감독은 이날 관람자들을 대상으로 오는 금요일 개막식을 마주하게 될 수십억 명의 전세계 사람들을 위해 공연을 비밀 속에 남겨둬야 한다는 취지로, '놀라움을 망치지 말라'고 요청하며 SNS 계정에 #savethesurprise (놀라움을 지키자)는 해시태그 운동까지 진행하기도 했다.

## 개회식에 참가한 VIP

### 영국 왕실 구역
영국 왕실 구역에는 엘리자베스 2세 여왕과 부군인 에든버러 공작 필립, 웨일스 공 찰스 왕세자(찰스 3세), 그 외의 영국 왕실 식구들이 앉아 있었다. 그 외에 로완 윌리엄스 캔터베리 대주교, 데이비드 캐머런 총리와 그의 아내인 서맨사 캐머런 총리, 존 메이저·토니 블레어·고든 브라운 전 총리, 런던 시장, 보리스 존슨 런던 시장 등이 동행했다. 올림픽 관계자들은 자크 로게 국제 올림픽 위원회(IOC) 위원장, 서배스천 코 런던 올림픽·패럴림픽 조직위원회(LOCOG) 위원장, IOC 위원들을 포함했다.

### 고위층 국제 관리
2012년 런던 하계 올림픽 개막식은 중국 베이징에서 열렸던 2008년 하계 올림픽 개막식을 뛰어넘는 올림픽과 스포츠 행사를 위한 세계 지도자들의 가장 큰 모임이었다. 이날 기념식에는 다자 정상 3명과 95명 이상의 국가 및 정부 수반, 5개 국제 기구·120개국 대표들이 참석했다.

## 진행

### 식순
| 시간 (현지 시간) | 섹션명                                 | 원어명                                            | 하이라이트                  |
| 2012년 7월 27일  | 2012년 7월 27일                        | 2012년 7월 27일                                   | 2012년 7월 27일             |
| ---------------- | -------------------------------------- | ------------------------------------------------- | --------------------------- |
| 21:00–21:04      | 카운트다운                             | Countdown                                         | 템스강 영상                 |
| 21:04–21:09      | 즐겁고 푸르른 땅                       | Green and Pleasant Land                           | 영국의 전원풍경             |
| 21:09–21:25      | 대혼란                                 | Pandemonium                                       | 산업혁명과 오륜             |
| 21:25–21:35      | 행복과 영광                            | Happy and Glorious                                | 영국 여왕과 007             |
| 21:35–21:47      | 오른쪽에서 두번째, 쭉 가면 밝아올 아침 | Second to the right, and straight on till morning | 볼드모트와 메리 포핀스      |
| 21:47–21:52      | 막간                                   | Interlude                                         | 미스터 빈                   |
| 21:52–22:09      | 프랭키와 준이 전합니다...고마워요 팀   | Frankie and June say...thanks Tim                 | 영국의 대중음악과 인터넷    |
| 22:09–22:20      | 나와 함께 하소서                       | Abide with Me                                     | 베컴의 성화봉송과 테러 추모 |
| 22:20–00:00      | 환영합니다                             | Welcome                                           | 선수단 입장                 |
| 2012년 7월 28일  |                                        |                                                   |                             |
| 00:00–00:07      | 새벽 자전거                            | Bike a.m.                                         | 비둘기                      |
| 00:07–00:24      | 대회가 시작된다                        | Let the Games Begin                               | 환영연설과 개회 선언        |
| 00:24–00:38      | 절대 꺼지지 않는 불                    | There Is a Light That Never Goes Out              | 성화 점화                   |
| 00:38–00:46      | 그리고 끝                              | And in the end                                    | 폴 매카트니의 공연          |

### 사전공연

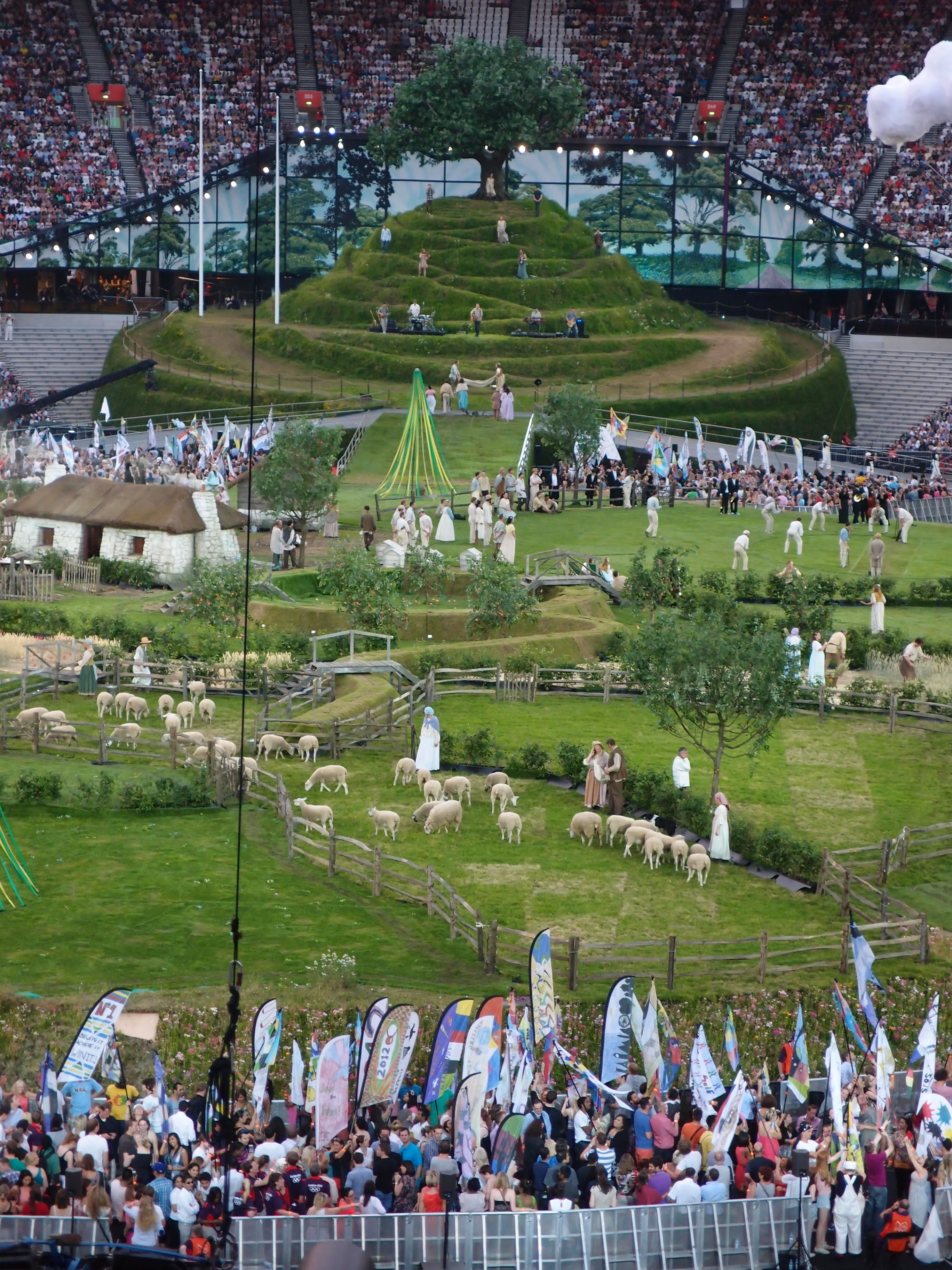
개막식 시작 직전의 경기장 내부 모습. 영국의 시골을 표현한 무대이다.

본 공연에 앞서 현지시간 오후 8시 12분, 영국 공군 소속 레드 애로스가 런던 올림픽 스타디움과 하이드 파크 상공을 비행하며 오형색색의 구름을 뿌렸다. 같은 시각 하이드 파크에서는 영국의 네 지방 출신 대표 가수, 듀란듀란, 스테레오포닉스, 스노 패트롤, 파올로 누티니의 공연이 펼쳐졌다. 스타디움 내에는 영국의 시골 풍경을 본딴 무대가 조성되어 있었다. 잉글랜드의 글래스톤베리 언덕을 모델로 삼은 지형과 시골집과 물레방아, 실제 가축들이 어우러진 모습에 한가로이 마을사람 분장을 한 배우들이 농장일과 축구, 크리켓 등을 하는 무대였다.
이내 싱어송라이터 프랭크 터너가 글래스톤베리 언덕 위에 모습을 드러냈다. 터너는 본인의 소속밴드인 슬리핑 소울 멤버들은 물론 에밀리 바커, 벤 마우드, 짐 로키와 함께 노래 3곡 ("Sailor's Boots", "Wessex Boy", "I Still Believe")을 완창했다. 이후 영국의 해양유산과 섬나라로서의 근성을 기리기 위한 공연이 진행됐다. 런던 심포니 오케스트라 단원들과 이스트런던 10구 출신의 젊은 뮤지션으로 구성된 악단, 'LSO On Track'이 에드워드 엘가의 《수수께끼 변주곡》에 등장하는 〈9변주(아다지오) "Nimrod"〉를 연주하는 가운데, BBC 라디오의 〈해운 기상예보〉(Shipping Forecast) 방송이 흘러나오며 대형 스크린에 바다 풍경이 띄워졌다. 관객들은 파란색 판을 들고 넘실거리는 바다를 표현하는 카드섹션에 참여했다.

### 카운트다운
오후 9시 직전, 숫자 60부터 1까지의 카운트다운 영상이 시작되었다. 이 영상은 주택 대문에 걸린 번호, 거리 표지판, 런던 버스, 역 정거장 표지판, 시장 가격표 등 런던의 일상적인 풍경 속에서 찾아볼 수 있는 숫자들을 포착해 역동적으로 구성하였다. 카운트다운이 끝난 동시에 개막식이 본격적으로 시작되었다.

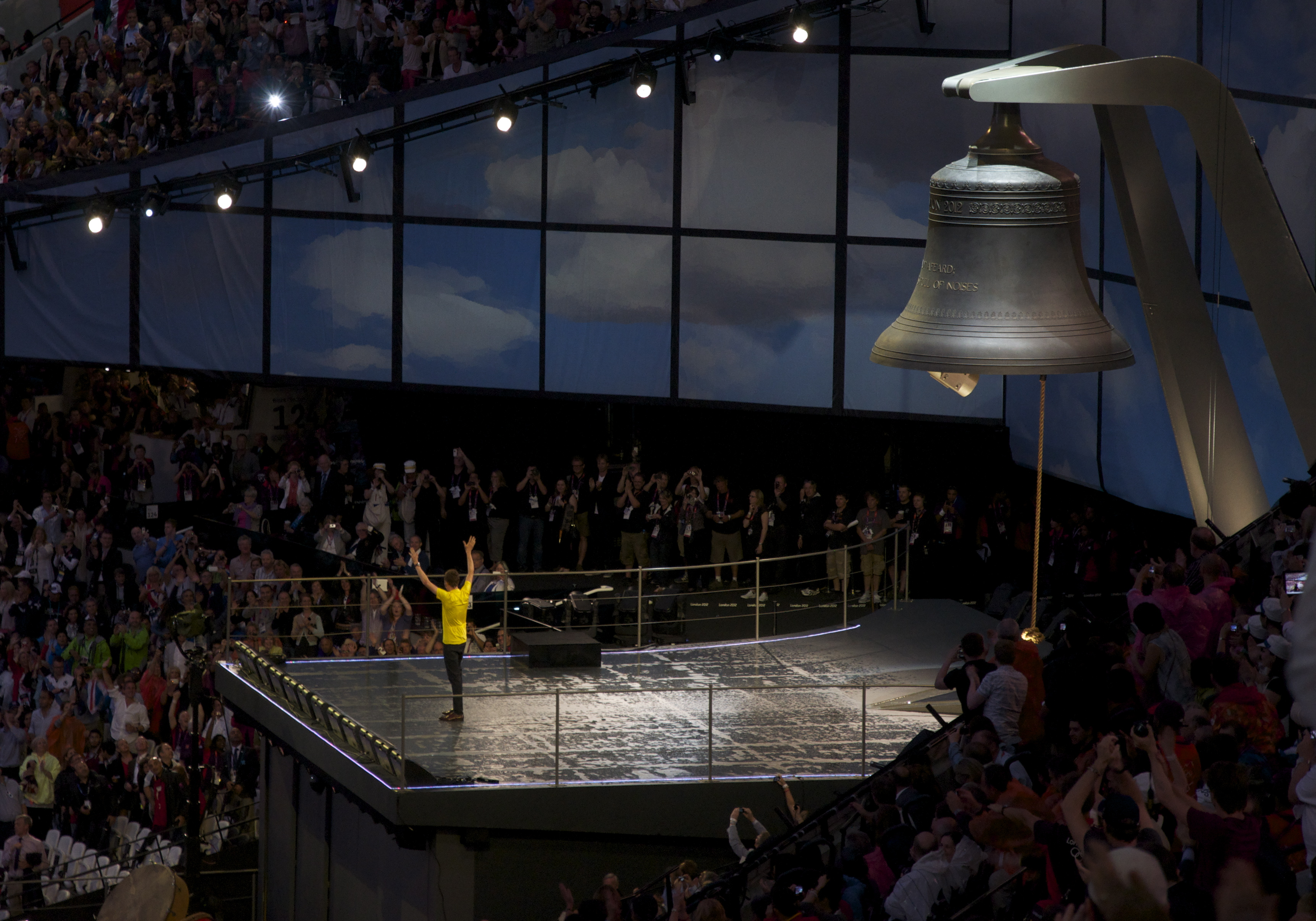
개막식 타종을 하는 영국인 최초의 투르 드 프랑스 우승자 브래들리 위긴스

개막식의 첫걸음은 대니 보일이 감독하고 BBC가 제작한 2분짜리 영상 "템스강을 따라가는 여정" (journey along the Thames)였다. 영상은 퍽 버튼스의 노래 "Surf Solar"를 시작으로 발원지부터 런던 중심부까지 템스강을 빠른 속도로 쫓아가는 내용으로, 중간중간에 현대 영국의 소박한 삶과 스타디움에서 펼쳐지는 장면들을 삽입하였다. 영국 동화 《버드나무에 부는 바람》의 주인공 래티, 몰, 토드가 강변에서 한가롭게 놀고 있는 모습으로 짧게 등장하는가 하면, 사람들이 우산을 펼쳐 런던 중심 방면으로 가리키는 몬티 파이튼의 손 형상을 만들고, 올림픽 오륜 모양의 크롭서클이 새겨진 들판 사이로 인터시티 125 열차가 빠르게 지나간다. 런던 시가지 초입의 배터시 발전소에 이르러서는 굴뚝 사이로 핑크 플로이드의 돼지 풍선이 걸려 있다. 이윽고 빅벤 시계에 도달하는 과정에서 핑크 플로이드의 노래 "Time"가 짤막하게 삽입되고, 뒤이어 《사우스 뱅크 쇼》의 오프닝곡과 섹스 피스톨즈의 "God Save the Queen"가 흘러나온다. 이후로 줄줄이 템스강의 여러 다리들을 통과하는데 이것 역시 섹스 피스톨즈가 1977년 유람선 라이브 공연을 펼쳤던 경로를 따라간 것이다.
올림픽 오륜이 걸린 타워 브리지를 통과하고서는 공중으로 떠올라 런던 동부의 항공 뷰를 보여주며 드럼 소리를 삽입하는데, 이는 BBC의 국민 드라마 《이스트엔더스》의 오프닝을 따라한 것이다. 다시 지상으로 내려와 템스 배리어를 통과하고서는 수면 아래로 내려가 런던 지하철 열차와 승강장을 통과하는데, 이때 더 클래시의 "London Calling"이 흘러나온다. 승강장 반대편으로 카메라를 돌리니 《위풍당당 행진곡》과 함께 이점바드 킹덤 브루넬이 설계한 템스 터널의 옛날 흑백 풍경이 교차되고, 이내 지금으로 돌아와 로더리트 터널을 빠르게 질주한다. 다시 수면 밖으로 나와 개막식 직전의 스타디움이 비춰지고, 뮤즈의 노래 "Map of the Problematique"와 함께 역대 하계 올림픽의 공식 포스터가 차례차례 나란히 화면에 펼쳐진다. 2012년 런던 올림픽의 포스터를 쥐고 있는 세 사람을 끝으로 스타디움 생중계로 화면이 전환된다.
곧바로 스타디움 내부에서 10초간의 카운트다운이 시작, 아이들 손에 쥐어진 숫자 풍선 뭉치를 한 초 한 초마다 터뜨리는 가운데, 관객들은 카운트다운 숫자를 연호하였다. 이후 개막식 닷새 전 투르 드 프랑스를 영국인 최초로 우승한 브래들리 위긴스가 소개되고 스타디움 끝자락에 내걸린 올림픽 종을 타종하며 개막식의 시작을 알렸다.

### 즐겁고 푸르른 땅
두려워 마시오, 이 섬을 가득 메운 소란,
이 소리, 맑은 공기가, 기쁨 주지 상처 주랴.
어쩌다 오만 악기 웅웅 소리
나의 귓전 맴돌고, 또 어쩌다 속삭이고,
그것이 긴 잠에서 나를 깨울 때면
다시 잠들게 할세라. 그럼 꿈 속에서
내 보기에 구름 걷히고 재물 드러나
내 위로 덜컥 떨어질 작정인데, 그 때 깨면
나는 다시 꿈을 꾸려 운다.
이 시점에서 이미 무대에서 펼쳐지고 있는 전원생활은 "지난날과 다가올 날의 더 나은 삶을 일깨워주는 동시에 약속하는 것"으로 묘사된다. 그런 가운데 유소년 아카펠라 합창단이 영국의 네 구성국을 상징하는 국가를 합창하기 시작한다. 스타디움 한켠에서 실황으로 부르는 잉글랜드의 국가 〈예루살렘〉을 시작으로, 자이언츠 코즈웨이에서 부르는 북아일랜드 국가 〈대니 보이〉, 에든버러 성에서 부르는 스코틀랜드 국가 〈스코틀랜드의 꽃〉, 로실리 해변가에서 부르는 웨일스의 상징곡 〈천국의 빵〉으로 이어진다. 영상 중간중간에는 럭비 유니언 홈 네이션스팀의 트라이 순간이나, 2003년 럭비 월드컵 결승전에서 잉글랜드팀의 우승골 등의 스포츠 명장면이 스타디움 생중계 화면과 교차 편집되며 소개된다.
마지막 합창이 끝나가면서 옛날 영국의 역마차가 등장, 거기서 중절모를 쓰고 빅토리아 시대풍 정장을 차려입은 한 무리의 사업가와 경영진들이 모습을 드러낸다. 그 가운데 이점바드 킹덤 브루넬의 모습을 한 케네스 브래너가 사업가 일행을 이끈다. 마차에서 내린 50여 명의 남성들은 평화롭던 시골 땅에 나타나 측량을 벌이며 만족스러워 한다. 글래스톤베리 언덕에 올라간 브루넬이 셰익스피어의 《템페스트》에 등장하는 칼리반의 대사 "두려워 마시오"를 크게 읊는다. 이는 곧 대니 보일 감독의 개막식 내 소개를 나타낸 것이자, 영국에 드리울 새로운 산업 내지는 새로운 시대를 향한 포부를 나타낸 것이다. 이런 구성은 곧 다음 섹션으로 이어진다.

### 대혼란
이 섹션에서는 소박한 농촌에 지나지 않았던 영국이 산업혁명을 거치면서 경제적, 사회적 성장을 겪는 과정을 압축해 보여준다.

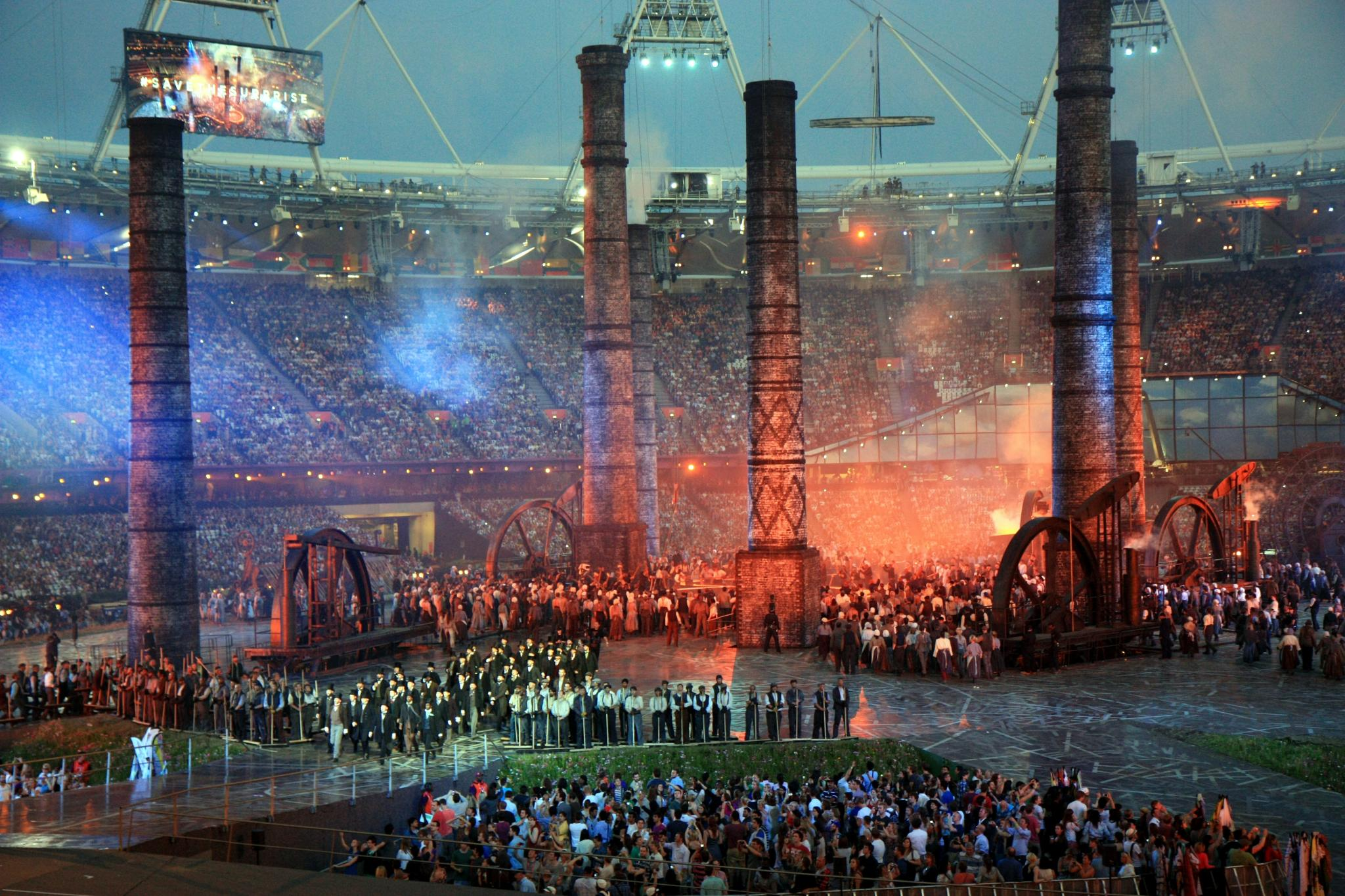
산업혁명 시기 영국의 모습을 표현한 무대. 2012년 7월 23일 개막식 리허설 당시의 모습이다.

조용해진 무대에 느닷없는 고함소리가 분위기를 깨더니 불안한 드럼 소리로 이어진다. 고함소리는 리허설 당시 자원봉사자들이 모여 사전에 녹음한 것이며, 드럼 소리는 이블린 글레니의 지휘를 따라 965명의 출연자들이 가정용 양동이와 쓰레기통을 두드리며 만들어냈다. 글래스톤베리 언덕 꼭대기에 있던 거대한 참나무가 뿌리 뽑히고, 환히 빛나는 언덕 내부에서, 그리고 스타디움 입구에서 2500명에 달하는 출연진들이 산업혁명 시대 노동자 분장을 한 채 우르르 쏟아져 나온다. 언더월드의 노래 "And I Will Kiss"가 시작되면서, 이들은 바닥에 깔려 있던 잔디와 시골 무대를 싸그리 치워 버린다. 보일 감독 스스로 "공연계 역사상 가장 거대한 장면 전환"이자 넣지 말라는 반대 의견까지 들었다고 밝혔던 파트가 시작된 것이다.
노동자들이 부산하게 움직이는 가운데, 수리공이 매달린 일곱 대의 거대한 굴뚝이 연기를 피우며 지상에서 솟아오른다. 그 가운데 증기기관 5대, 방직기 6대, 도가니와 물레방아 따위의 기계들도 우후죽순 들어선다. 보일 감독은 이 섹션이 영국 빅토리아 시대의 발전이 가져다준 "엄청난 잠재력"을 기리는 시간이라고 설명했다. 이윽고 스크린에 애크링턴 팔스의 이름이 새겨지는 동시에, 영국 참전용사들과 양귀비꽃을 비추며 양대 세계대전 당시 목숨을 잃은 이들을 추모하는 묵념 시간을 가진다. 이 시간에서 관객들이 즉흥적으로 자리에서 일어서서 함께 추모하는 풍경이 연출되기도 했다.
이 과정에서 스타디움 주변을 맴도는 출연진들은 영국 사회의 변화상을 나타내고 있다. 1910년대 여성 참정권 운동가들의 행진, 1930년대 빈곤에 맞서 투쟁한 재로 운동, 1948년 엠파이어 윈드러시 호에 탑승하며 이민길에 오르는 최초의 서인도 제도 이민자들, 1970년대 디스크자키 꽃수레, 노스탤지아 스틸밴드, 《Sgt. Pepper's Lonely Hearts Club Band》의 알록달록한 차림을 한 비틀즈 멤버들 등이다. 이밖에도 첼시 펜셔너, 그라임소프 콜리어리 밴드, 펄리 킹스 앤드 퀸스 등도 출연한다.

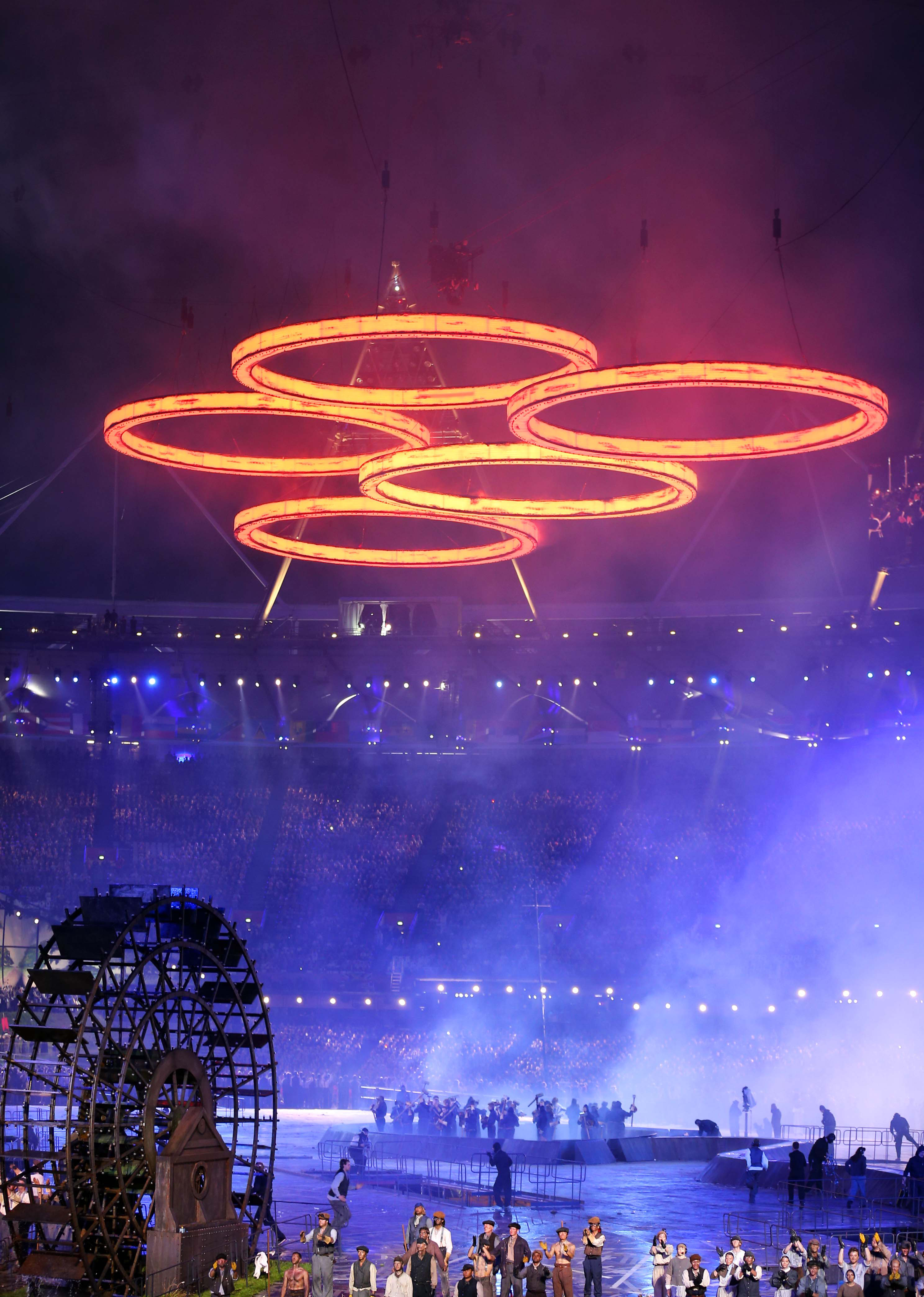
스타디움에 펼쳐진 거대 오륜

한편 노동자들은 뜨거운 쇳물을 부어 거대한 고리 모양으로 주물을 뜨기 시작한다. 좀처럼 수그러들지 않는 음악과 드럼박자 속에서 소음과 긴장감이 한층 고조되는 가운데, 모두들 각자 기계적인 동작을 말없이 반복하며 생산활동을 이어나간다. 스타디움 저 높이 내걸려 있는 주황빛의 거대한 고리 네 개가 와이어를 타고 조금씩 중앙으로 이동하기 시작하고, 무대 중앙에서 주조되던 고리도 위로 들여올려지기 시작한다. 서로서로 모여드는 다섯 개의 고리는, 시뻘건 빛이 감돌고, 연기와 불꽃을 내뿜으면서, 마치 갓 뽑아낸 강철인 듯한 인상을 풍긴다. 마침내 다섯 개의 고리가 올림픽 오륜을 이루는 순간, 금은색 불꽃이 점화하며 폭포처럼 쏟아져 내린다. 이렇게 연출된 올림픽 오륜은 이번 개막식의 최대 하이라이트로 등극하며 전세계 각 언론을 타고 널리 퍼지게 되었다.

### 행복과 영광
국가원수 입장과 국기 게양이 이뤄지는 순서로, 대니 보일이 감독하고 BBC가 제작을 맡은 단편 영상 《Happy and Glorious》(행복과 영광)이 먼저 상영되었다. 이 '행복과 영광'은 영국 국가인 〈God Save the Queen〉의 한 구절에서 따온 것이다. 제임스 본드로 분한 다니엘 크레이그가 런던 블랙캡을 타고 버킹엄궁 대문에 들어서는 것으로 시작된다. 헨델의 <시바 여왕의 도착>이 연주되는 가운데 궁전에 도착한 본드. 버킹엄궁 왕좌실에서 가이드의 설명을 듣던 브라질 어린이들이 그를 발견하고 구경한다. 본드가 향한 곳은 여왕의 접견실로, 그곳에서 마주한 엘리자베스 2세가 "안녕하십니까, 미스터 본드"라고 인사를 건넨다. 여왕은 본드의 호위를 받으며 궁전 옥상으로 나와 대기하던 헬리콥터에 탑승한다. 그대로 이륙한 헬리콥터를 따라서 더 몰과 넬슨 기념비 같은 런던 곳곳의 명소들을 지나친다. 중간에 웨스트민스터 궁전에 이르러서는 팔리아먼트 광장에 있던 윈스턴 처칠 상이 살아 움직이면서 빙그레 웃는다. 이어서 템스강을 따라 런던 아이, 세인트 폴 대성당, 시티오브런던의 금융가도 지나친다.
댐버스터 마치 노래와 함께 타워 브리지 사이를 통과하는 것을 마지막으로, 영상 속 본드와 여왕이 탄 헬리콥터가 실제로 스타디움 상공에 등장한다. 이때 갑자기 본드와 여왕이 헬리콥터에서 뛰어내려, 제임스 본드 테마곡과 함께 낙하산을 펼치고 내려온다. 이후 여왕과 필립공, 자크 로게 IOC 위원장이 귀빈석에 등장하면서 관객들에게 소개된다. 여왕의 옷차림은 영상 속과 동일하여 정말로 본드와 함께 뛰어내린 것처럼 연출되었다.
여왕이 헬리콥터에서 뛰어내린다는 아이디어는 대니 보일 감독이 서배스천 코 당시 조직위원장에게 처음 털어놓았고, 이를 굉장히 마음에 들어했던 코 위원장이 2011년 여름 버킹엄궁에서 여왕 보좌관이었던 에드워드 영에게 다시 전달했다. 이때 영 보좌관은 "점잖게 듣고는 웃으며 여왕께 아뢸 것을 약속했다"는 후문이다. 이후 코 위원장에게 여왕께서 해당 역할을 맡으시길 원한다는 답변이 돌아왔고, 세 사람은 본 계획이 가져다줄 충격을 망치는 일이 없도록 비밀로 부치기로 했다고 한다.
영상 속 헬리콥터에서 뛰어내리는 여왕은 대역으로, 배우 줄리아 매캔지가 맡았으며, 스타디움 상공에서 뛰어내리는 연출 역시 베이스점핑과 스턴트맨 전문 배우 게리 코너리가 드레스와 해트, 장신구, 핸드백을 두른 채 뛰어내린 것이다. 함께 뛰어내린 본드 역은 마크 서튼이 맡았으며, 헬리콥터 역시 버킹엄궁이 아닌 에식스주 스태플퍼드 에어로드롬에서 출발해 스타디움까지 이동한 것으로, 마크 월로프가 파일럿을 맡았다.
국가원수 입장 직후 영국의 국기인 유니언 잭이 영국군의 사열을 받으며 게양되었다. 국가 제창은 카오스 청각장애인 어린이 합창단이 맡았다.

### 오른쪽에서 두번째, 쭉 가면 밝아올 아침
섹션 제목인 'Second to the right, and straight on till morning'은 영국의 동화 《피터 팬》에서 작중 네버랜드의 위치로 소개된 구절에서 따왔다.
이 섹션의 초반부는 영국을 대표하는 사회보장제도인 국민 보건 서비스 (NHS)를 기념하는 무대로 꾸며졌다. 프로그램 소개에 따르면 "그 무엇보다도 우리나라를 하나로 묶는 제도"로, 런던에서 지난 올림픽 대회가 치러지던 1948년부터 도입된 제도이기도 하다. 시작은 마이크 올드필드의 음악과 함께, NHS 직원 600명과 영국 전역의 병원에서 근무하는 출연진 1,200명, 병상에 누운 어린이 320명이 한꺼번에 무대에 등장한다. 간호사와 의사들이 춤추는 가운데 어린이들도 침대에서 트램펄린처럼 방방 뛰놀기도 하며 즐겁게 어울린다. 여기서 언덕 위에 있는 출연진들은 영국 최대의 어린이 심장수술 전문병원인 그레이트 오먼드 스트리트 병원 (GOSH)의 직원과 어린이 환자 아홉 명으로, 특별히 초청받아 무대에 서게 됐다. 침대 이불에 조명이 들어오면서 각 침대가 줄맞추어 병원 소속 자선단체의 로고 (눈물 흘리며 미소짓는 어린이)와 병원 약칭인 'GOSH'를 그려낸다. 글씨가 'NHS'로 바뀌더니 다시 초승달 모양을 이루는 가운데, 아이들은 입 꾹 닫은 채 잠자리에 들고, 간호사들은 곁에서 동화책을 읽어준다.
그런 뒤 후반부로 넘어가서 영국의 어린이 문학을 기념하는 무대로 이어진다. 첫머리로 J. K. 롤링이 무대에 등장해 제임스 매튜 배리의 《피터 팬》을 낭독한다. 그때 아이들 사이에서 영화 《치티치티뱅뱅》의 어린이 납치범 차일드 캐처가 나타나고, 이윽고 하트의 여왕, 후크 선장, 크루엘라 드 빌, 볼드모트처럼 영국 동화에 등장하는 악당들이 하나둘씩 거대한 인형의 모습으로 무대에 들어선다. 어느덧 메리 포핀스 분장을 한 32명의 배우가 우산을 펼치고 무대에 서서히 내려와, 악당들을 해치우면서 모두가 다시 춤을 출 수 있게 된다. 이 공연에서 삽입된 곡은 《Tubular Bells》와 《Tubular Bells III》를 편곡한 것으로, 무대 뒤쪽에 거대한 튜블러 벨이 실제로 설치되어 있었다. 메리 포핀스가 나타나 악당들을 물리친 직후에는 《In Dulci Jubilo》가 삽입됐다.
공연 마지막에는 거대한 아기 머리와 펄럭이는 이불보가 무대 중앙에 등장했다. 이는 태아의 초음파 검사를 처음 고안한 스코틀랜드 의료진들을 기리기 위한 장치였다.

### 막간
그 직후 영국 영화에 대한 헌정 공연으로 사이먼 래틀이 지휘하는 런던 심포니 오케스트라가 반젤리스의 "Chariots of Fire"를 연주하기 시작했다. 이 가운데 로완 앳킨슨이 미스터 빈으로 출연해 신디사이저의 한 음만 반복해서 누르며 익살맞은 연기를 선보였다. 지루함을 이기지 못하던 그는 영화 <불의 전차>의 주인공이 되는 상상에 빠진다. 세인트앤드류스의 웨스트샌드 해변가를 배경으로 달리기 경주에 나섰다가 다른 선수들에게 뒤쳐지기 시작하자, 차를 얻어타는 꼼수 끝에 레이스에 다시 합류하고 선두주자의 발을 걸어 넘어뜨리기까지 한다. 대니 보일 감독은 이 섹션에 대해 "사실은 미스터 빈이 아니었다. 엄밀히 말해서 그가 맡았던 배역 이름은 '데릭'이었다"라는 후일담을 전했다.

### 프랭키와 준이 전합니다...고마워요 팀
이 섹션에서는 영국의 대중음악과 대중문화를 기리며, 1960년대부터 지금에 이르기까지 각 시대별 문화에 경의를 표하는 공연들로 구성되었다.
BBC의 초창기 뉴스 프로그램 텔레비전 뉴스릴의 오프닝곡 'GIrls in Grey'와 영국의 장수 드라마 《아처스》의 클래식 주제곡이 흐르는 가운데, 젋은 주부와 그 아들이 미니 쿠퍼에서 내려서 평범한 영국 주택 모형 앞에 선다. 이내 1987년 BBC의 기상캐스터 마이클 피시가 스크린에 나타나 "폭풍 걱정은 안하셔도 됩니다"라고 예보하자마자, 갑자기 폭우가 주택에 쏟아지며 슈가베이비스의 노래 "Push the Button"이 재생된다. 이후로는 무대 중앙에 놓인 주택 모형의 다른 면을 스크린 삼아 영국의 다양한 TV 프로그램, 뮤직비디오, 영화 장면 등을 계속해서 투영한다. 그 종류도 영화 《천국으로 가는 계단》, 《그레고리의 여자》, 《케스》, 《마법의 빗자루》, 《스노우맨》, 《위커맨》, 《네 번의 결혼식과 한 번의 장례식》, 스페인 TV 프로그램 <쿠엔타메>까지 다양한데, 보일 감독 본인이 연출한 영화 《트레인스포팅》도 등장하였다. 여기서부터 밤산책에 나선 '프랭키' (헨리케 코스타, 19세)와 '준' (재스민 브레인버그, 18세)을 주인공으로 수많은 무용수들이 출연해, 영국의 유명 대중음악이 시대순으로 총집합 된 공연을 선보인다. 그 첫번째로 두 사람이 런던 지하철에 타게 되었다는 설정으로 더 잼의 "Going Underground"과 함께 실제 지하철 이미지가 집에 투영되는데, 이때 켄 리빙스턴 전 런던시장의 모습도 운전사로 잠깐 보였다. 이 과정에서 주연들은 인터넷을 이용해 서로 문자메시지를 주고받거나 SNS에 새 글을 게시하는 모습이 종종 연출된다. 이윽고 에릭 클랩튼의 "Wonderful Tonight"이 재생되는 순간, 열차 안에서 두 사람이 처음으로 마주친다. 준이 열차에 핸드폰을 떨어뜨리고 프랭키는 그 핸드폰을 주워서 돌려주려 한다.

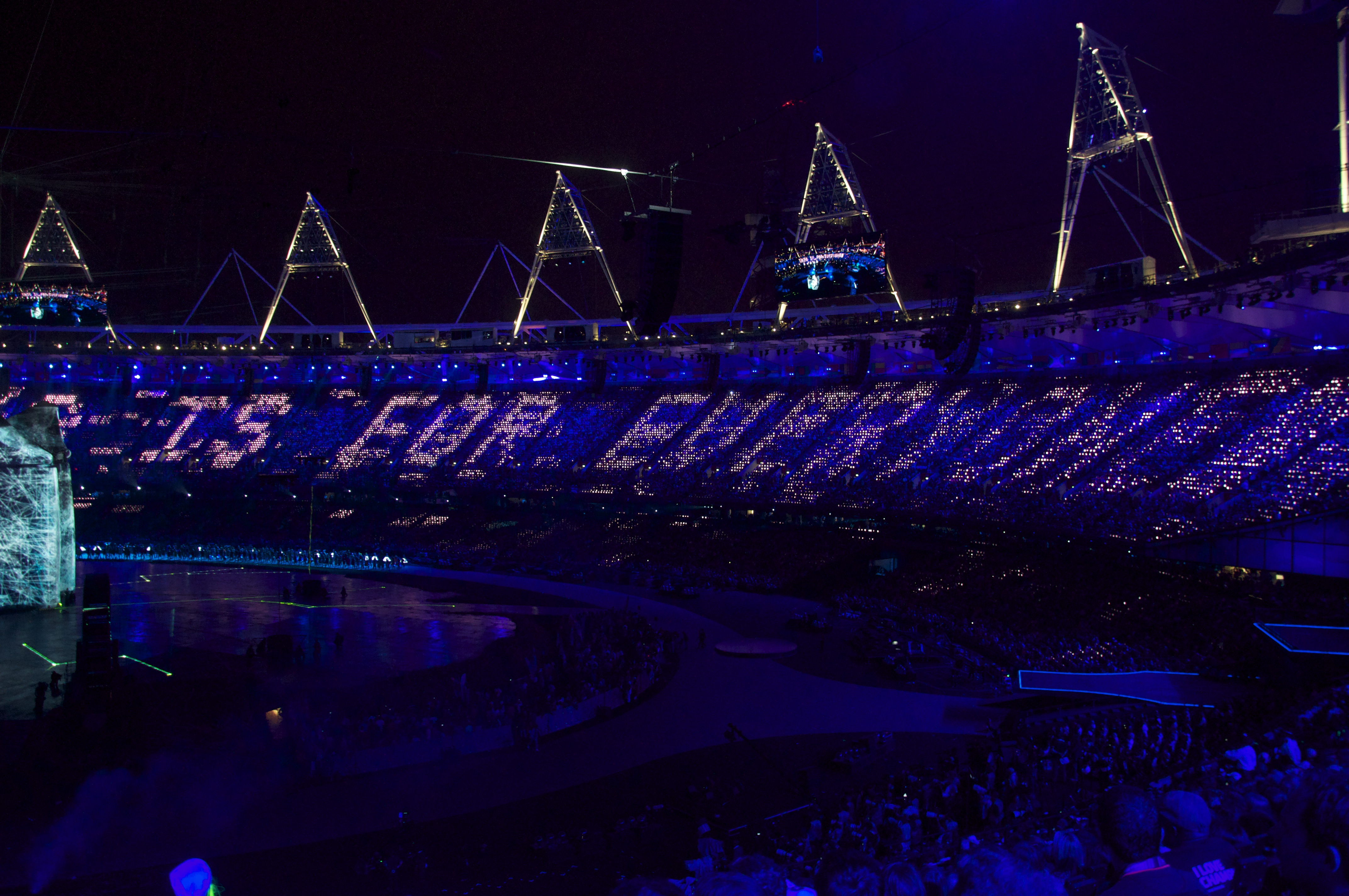
경기장 내부를 가득 채운 팀 버너스리의 트윗. "This is for everyone" (이것은 여러분 모두의 것이다)

이어서 모두가 다시 춤을 추며 여러 명곡들을 소개한다. 더 후의 "My Generation", 롤링 스톤스의 "(I Can't Get No) Satisfaction", 밀리 스몰의 "My Boy Lollipop", 킹크스의 "All Day and All of the Night", 비틀즈의 "She Loves You" (실제 공연을 영상에 삽입), 레드 제플린의 "Trampled Under Foot", 데이비드 보위의 "Starman", 퀸의 "Bohemian Rhapsody", 섹스 피스톨즈의 "Pretty Vacant", 뉴 오더의 "Blue Monday", 프랭키 고즈 투 할리우드의 "Relax", 소울 투 소울의 "Back to Life (However Do You Want Me)", 해피 먼데이즈의 "Step On", 유리스믹스의 "Sweet Dreams (Are Made of This)", 더 프로디지의 "Firestarter", 언더월드의 "Born Slippy .NUXX"까지 차례차례 이어지던 무대는, 모든 출연진이 다함께 "I'm Forever Blowing Bubbles"를 떼창하며 잠시 쉬어간다. 프랭키와 준이 서로를 향해 걸어가고, 그 뒤로 영화 《네 번의 결혼식과 한 번의 장례식》의 명장면이 상영된다. 두 사람이 마침내 키스에 이르는 순간, 블러의 "Song 2"와 함께 영화와 TV 속 인상깊은 키스씬들이 연이어 재생된다. 이후 올림픽이 치러지는 런던 타워햄리츠구 출신의 래퍼 디지 래스컬이 등장해 "Bonkers"를 공연하고, 그 다음으로 에이미 와인하우스의 "Valerie", 뮤즈의 "Uprising", 타이니 템파의 "Pass Out"으로 이어지는 동시에, 출연진들 모두가 준의 집에 모여 파티를 벌인다.
끝으로 무대 가운데에 있던 주택이 들여올려지더니 그 안에서 NeXT 컴퓨터로 작업중인 월드 와이드 웹의 창시자 팀 버너스리가 등장, 트위터로 'This is for everyone' (이것은 여러분 모두의 것이다)라는 트윗을 보낸다. 이와 동시에 버너스리가 쓴 트윗이 LED 조명으로 새겨진 채 스타디움을 가득 매운다. 프로그램 소개에서는 "음악은 우리 서로서로와 인생에서 제일 중요한 순간들을 연결시킨다. 이렇게 이어주는 것 중 하나가 바로 월드 와이드 웹이다"라고 밝히고 있다. 보일 감독은 버너스리가 월드 와이드 웹을 만들면서 상업적 이익을 추구하는 대신 모든 사람들이 자유롭게 이용할 수 있게 만든 것을 기리고 싶었다고 밝혔다.

### 나와 함께 하소서
이어서 데이비드 홈즈의 "I Heard Wonders"를 배경음악으로, 영국 전역을 거쳐온 올림픽 성화 봉송 하이라이트 영상이 재생된다. 영상 막바지에 생중계로 전환되는 순간, 영국의 축구스타 데이비드 배컴과 제이드 베일리가 환상적인 조명으로 빛나는 보트에 탄 채 템스강을 질주하는 풍경이 연출되었다. 성화봉을 붙잡은 베일리가 고개를 뒤로 돌려 보트를 운전하는 베컴을 흐뭇하게 바라보더니, 이윽고 두 사람은 불꽃놀이가 펼쳐지는 타워브리지 밑을 통과한다. 이 부분은 스티븐 달드리 감독이 맡아 2012년 7월 24일 사전 리허설을 거쳤으며, 베컴과 베일리의 클로즈업 영상이 사전 녹화되었다.
이후 "오늘밤 이 자리에 함께하지 못한 친구와 가족들"을 위한 추모공연이 진행된다. 2012 런던올림픽 개최가 확정된 다음날 벌어진 2005년 런던 폭탄 테러 희생자를 비롯해 먼저 떠나간 이들을 기리는 시간이었다. 브라이언 이노의 "An Ending (Ascent)"와 함께 스크린에 희생자들의 사진이 펼쳐지고, 에멜리 샌데가 등장해 찬송가 '나와 함께 하소서' (Abide with Me)를 부른다. 이와 동시에 한 무리의 무용수들이 안무를 펼치고, 아크람 칸이 죽음을 소재로 펼치는 현대무용을 선보인다.

### 환영합니다

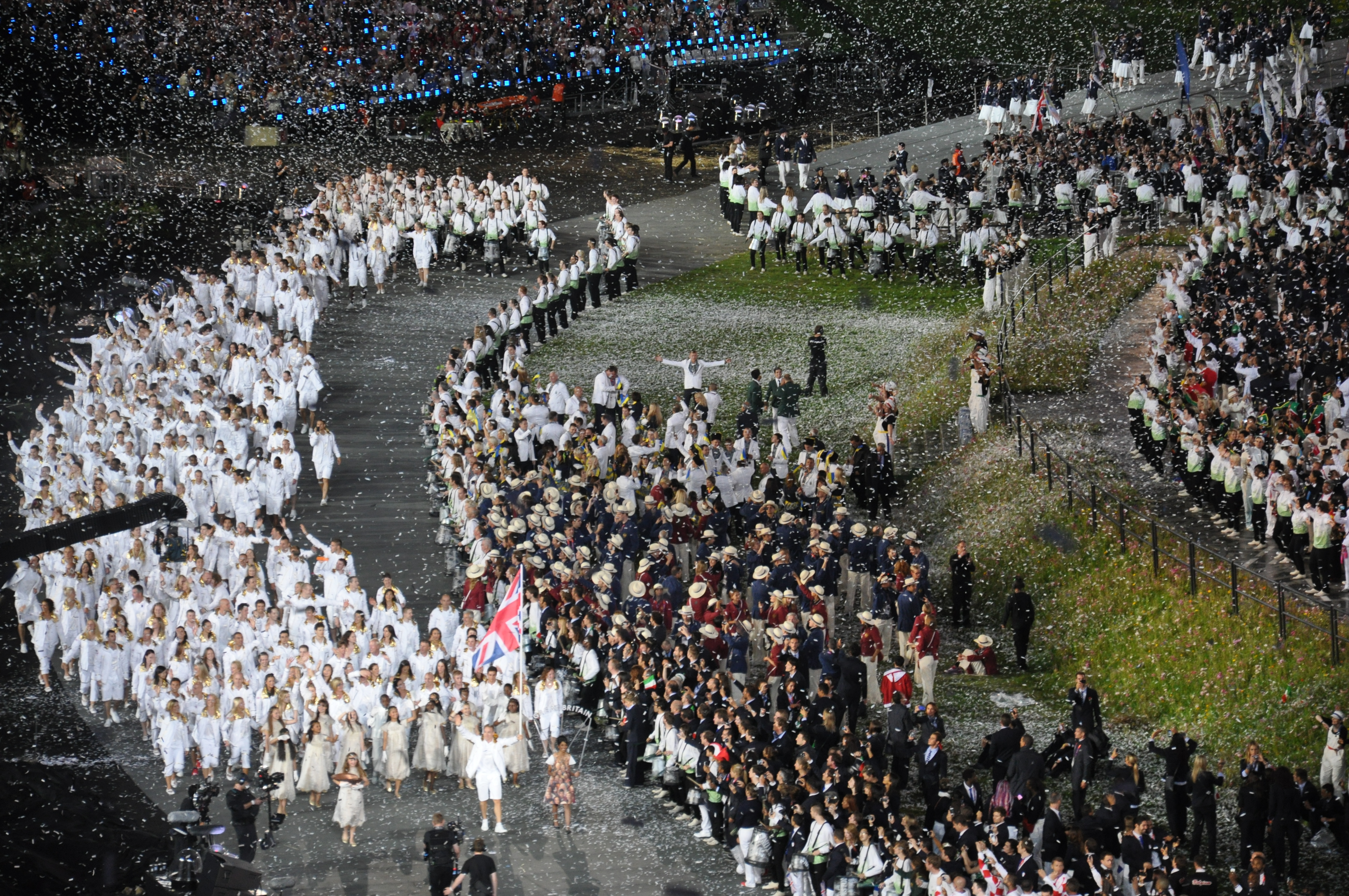
선수단 입장 당시 마지막 순서였던 영국 선수단의 입장 모습

곧이어 이번 대회에 참가한 204개국 10,490명의 선수단 입장이 진행되었다. 관례에 따라 그리스 선수단이 맨 처음에, 그 뒤로는 알파벳 순서를 따라 차례대로, 마지막으로 영국 선수단이 입장하였다. 정식 204개국 선수단과 독립 선수단을 비롯해 총 205개의 선수단이 각자 기수를 앞세워 입장하면서, 꽃잎 형상의 청동 조형물을 든 어린이와 영어로 쓴 국가명 팻말을 든 젊은 여성 자원봉사자가 함께했다. 팻말 여성의 옷차림은 이번 올림픽에 지원한 자원봉사자의 초상화가 새겨진 드레스였고, 어린이가 든 조형물은 입장이 끝난 뒤 차례차례 성화대를 이뤘다.
입장 시 재생된 곡들은 영국의 대표적인 댄스곡과 팝송으로 구성되었는데, 케미컬 브라더스의 "Galvanize", 펫 샵 보이즈의 "West End Girls", 아델의 "Rolling in the Deep", 비지스의 "Stayin' Alive", 아일랜드 밴드 U2의 "Where the Streets Have No Name"와 "Beautiful Day" 등이었으며, 영국 선수단 입장 시에는 데이비드 보위의 "Heroes"가 흘러나왔다. 선수단 입장음악의 믹싱과 시퀀스는 웨일스 출신의 드럼 베이스 DJ인 하이 컨트라스트가 맡았다.
선수단 입장 후 스타디움을 한바퀴 돌면서 빠른 걸음을 유도하기 위해 배경음악의 템포를 120BPM 정도로 빠르게 편곡하고 드럼 박자도 덧붙였으나, 실제로는 역부족이었는지 선수단 입장에 소요된 시간은 공식 가이드에 소개됐던 약 1시간 29분을 넘어서 총 1시간 40분 정도가 소요되었다. 모든 선수가 입장을 완료하자 헬리콥터가 상공에 나타나 전세계 모든 사람을 상징하는 70억 개의 색종이 조각을 스타디움 내에 뿌렸다. 각국 선수단의 국기는 글래스톤베리 언덕 위에 한꺼번에 모여 꽂혀졌다.

### 새벽 자전거

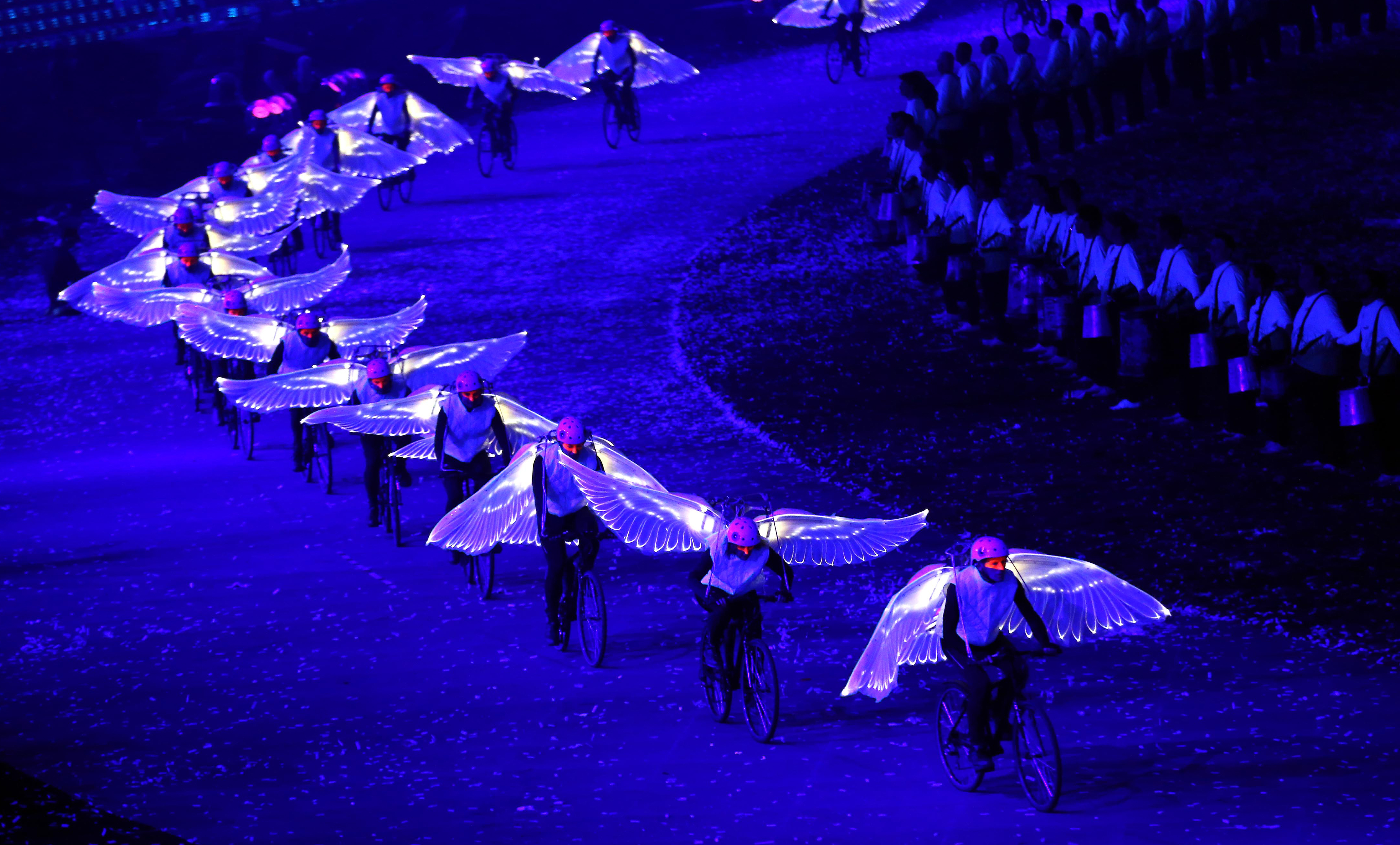
개막식의 비둘기

선수들이 스타디움 한가운데 모인 가운데 악틱 몽키즈가 "I Bet You Look Good on the Dancefloor"를 공연하고, 이어서 비틀즈의 "Come Together"를 커버했다. 동시에 평화의 비둘기를 상징하는 의미로 75명의 사이클 선수가 장내에 들어와 LED로 불을 밝힌 날개를 달고 펄럭거리며 한바퀴 질주하는 공연을 선보였다. 역대 올림픽 개막식에서는 비둘기를 풀어두는 것이 전통으로, 1992년 바르셀로나 올림픽부터는 실제 비둘기를 대체한 공연을 선보이고 있다. 마지막으로 브래들리 위긴스를 기리는 비둘기 한 마리가 나타나 스타디움 상공을 날아가는 연출이 이뤄졌다.

### 대회가 시작된다
올림픽 공식 순서인 '대회가 시작된다' (Let the Games Begin)는 서배스천 코 조직위원장의 연설로 시작되었다. 코 위원장은 참가국 국기로 둘러싸인 연단에 서서 런던을 지켜보는 전세계를 향해 환영의 인사를 건넸다. 영국인으로서, 또 올림픽 운동에 참가하게 되어 자랑스럽게 생각한다는 소감을 표한 그는 올림픽이 "전세계 사람들을 다함께 모아 인류 최고를 기념한다"고 말했다. 또한 스포츠의 "진리와 드라마"를 언급하며, "이 모든 것을 가능케 해준" 영국 국민들에게 감사를 표했다.
이어서 연단에 선 자크 로게 IOC 위원장은 1908년과 1948년에 이어 세 번째로 대회를 열게 된 런던에게 감사를 표했고, 크나큰 응원이 되어준 수천 명의 자원봉사자들에게도 감사를 표했다. 로게 위원장은 올림픽 역사상 처음으로 모든 선수단이 여자 선수가 참가하게 되었다는 사실을 전하며, 영국이 "페어플레이" 정신을 명문화하고 체육을 학교 수업으로 확립하는 등 "근대 스포츠의 발상지"로서 중대한 역할을 해왔다는 사실도 상기시켰다. 또한 선수들에게 피에르 드 쿠베르탱 남작의 가치에 따라 공정하게, 약물 없이 경기에 임할 것을 주문하면서, 자신이 "시대에 영감을 불어넣어 줄" 우상임을 잊지 말라고 전했다. 끝으로 자신의 이러한 감상을 프랑스어로도 짧게 전한 로게 위원장은 엘리자베스 2세 여왕에게 대회 개막 선언을 요청하였다.
| “ | I declare open the Games of London, celebrating the XXX Olympiad of the modern era. 나는 제30회 근대 올림피아드를 축하하면서, 런던 대회의 개막을 선언합니다. | ” |
|   | — 엘리자베스 2세 영국 여왕 |   |

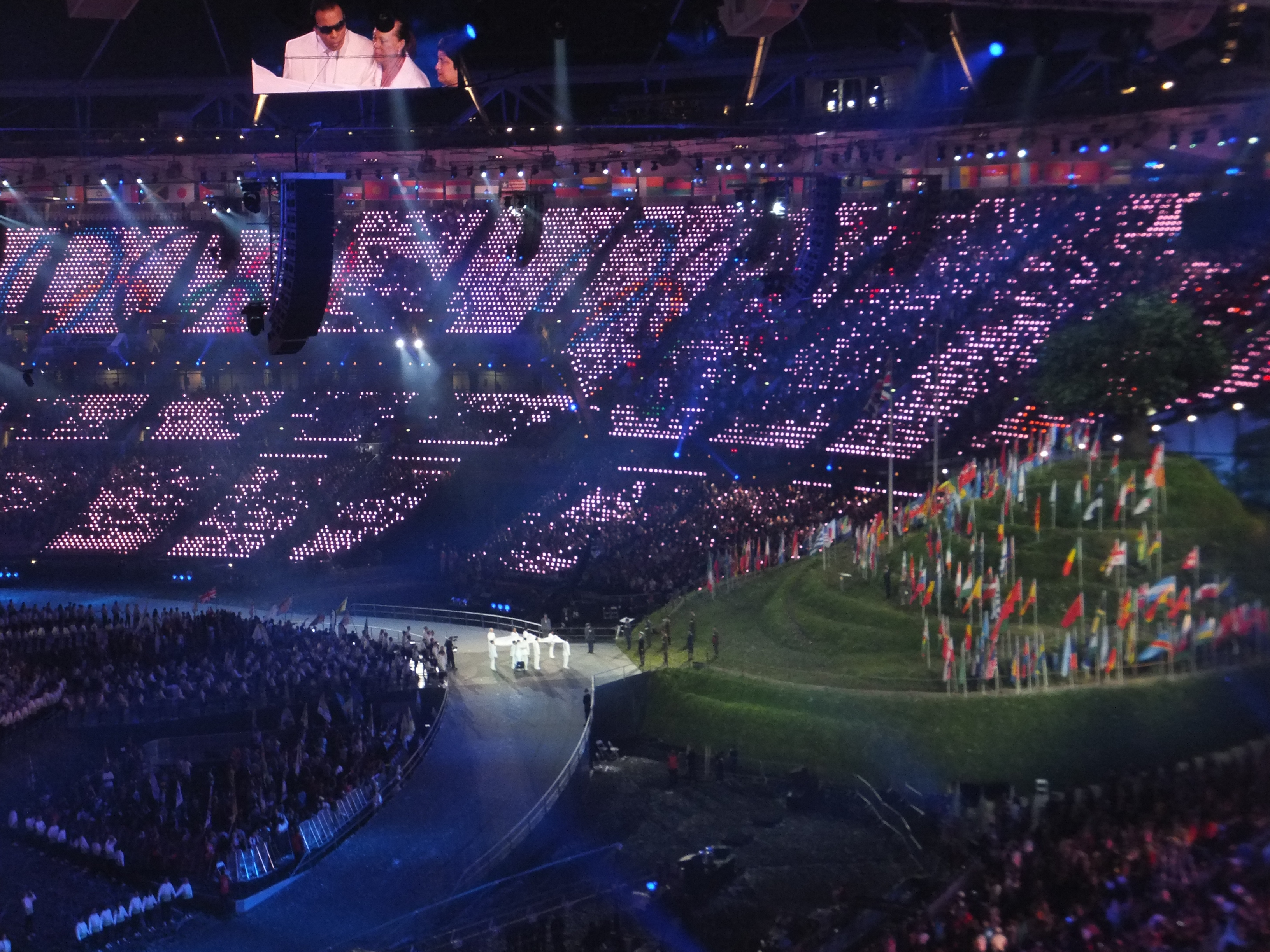
올림픽기를 건네받는 무하마드 알리

엘리자베스 2세의 대회 개막 공식 선언과 함께 마이크 올드필드의 〈Tubular Bells〉를 테마로 한 트럼펫 팡파레가 울려퍼지고, 불꽃놀이가 펼쳐졌다. 엘리자베스 2세 여왕으로선 이번이 두번째 올림픽 개막 선언인데, 이전에는 캐나다 몬트리올에서 열린 1976년 하계 올림픽 당시 캐나다의 국가원수로서 개막을 선언한 적이 있었다. 한 명의 국가원수가 두 번의 하계 올림픽 대회 개막 선언을 하게 된 것은 이번이 처음이다.
이어서 오륜기 입장이 진행되었다. 올림픽 가치를 상징하는 전세계 대표 8명이 오륜기를 들었는데, 차례대로 "정의를 향해 지칠 줄 모르는 갈망"을 보여준 도린 로렌스, "가난과의 결투"를 보여준 하일레 게브르셀라시에, "용기"를 보여준 샐리 베커, UN 사무총장 반기문, "위대한 평화중재자"를 보여준 리마 보위, "정직함"을 보여준 샤미 차크라바티, "불협화음을 조화로" 대신한 다니엘 바렌보임, UN 지구 챔피언 마리나 실바가 선정되었다. 이 과정에서 "존중, 자신감, 확신, 헌신, 관대, 정신력"을 대표하는 전설적인 권투선수 무하마드 알리가 등장해 이들로부터 잠시 오륜기를 넘겨받아 흔들기도 했다. 마침내 깃대 앞에 다다른 오륜기는 영국군 의장대의 사열을 받으며 런던 심포니 오케스트라와 그라임소프 콜리어리 밴드의 협연으로 연주되는 올림픽 찬가와 함께 게양되었다. 이후 다시 한번 언더월드의 "And I will Kiss"가 짤막하게 재생된 뒤 올림픽 선서가 진행되었는데, 태권도 선수 새라 스티븐슨이 선수 대표로, 국제 복싱 협회 소속 심판 미크 바시가 심판 대표로, 에릭 파렐이 코치 대표로 나섰다.

### 절대 꺼지지 않는 불

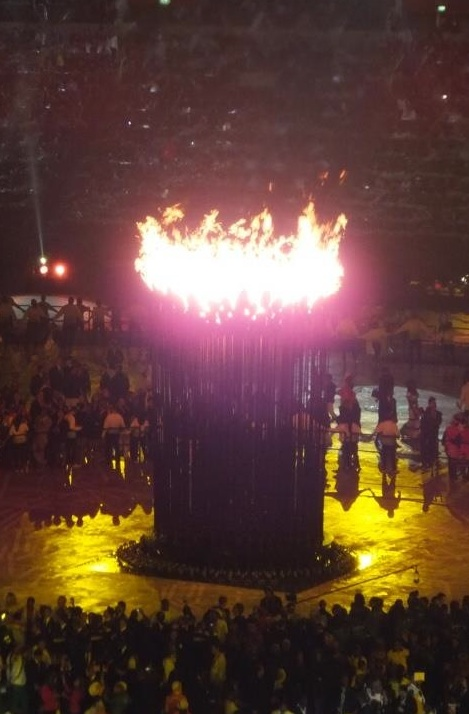
성화가 점화된 토마스 헤더윅의 올림픽 가마솥

섹션 이름은 더 스미스가 부른 노래 "There Is a Light That Never Goes Out"에서 따왔다. 데이비드 베컴이 모는 모터보트가 라임하우스 컷과 리 내비게이션을 거쳐 스타디움 인근까지 올림픽 성화를 봉송했다. 배 위에서 성화를 넘겨받은 첫번째 주자 스티브 레드그레이브가 퀸 엘리자베스 올림픽 공원을 건설한 인부 500명의 박수를 받으며 스타디움 안으로 뛰어들어갔다. 이후 일곱명의 최종 주자들에게 성화를 다시 넘겼는데, 이들은 이번 대회의 표어인 '세대에 영감을' (Inspire a Generation) 전하기 위해, 영국의 전설적인 올림픽 선수들이 각자 지명한 10대 스포츠 유망주들로 구성되었다. 전체 7명 중 6명은 스포츠 선수였고, 마지막 한 명은 이번 대회의 자원봉사자로 나선 청년 대표였다.
최종 주자들이 성화봉을 넘겨받고 경기장을 한 바퀴 도는 가운데, 투 도어 시네마 클럽의 리드 싱어인 앨릭스 트림블이 도크헤드 합창단, 온리 맨 얼라우드, 엘리자베스 로버츠, 이스미 스미스와 함께 "Caliban's Dream"을 공연했다. 이 곡은 언더월드의 릭 스미스가 이번 개막식을 위해 특별히 지은 곡이었다.
한 바퀴를 다 돈 주자들은 자신을 지명한 올림픽 원로선수와 만나 뜨거운 포옹을 나누고, 성화봉을 하나씩 건네받은 뒤 서로서로 불을 붙였다. 그 광경을 1948년 런던 올림픽 이래 영국의 동하계 올림픽 메달리스트 260명이 지켜보고 있었다. 이후 한 데 모여있는 선수들 사이를 지나 경기장 중앙으로 뛰어간 최종 주자들은 그곳에서 성화대를 마주했다. 성화대는 앞서 선수단 입장 시 선수들과 함께 자원봉사자가 들고 나왔던, 참가국 이름이 새겨진 청동 꽃잎 조형물 204개가 파이프에 꽂혀 원형 배치를 이루고 있었다. 이들 조형물은 대회가 끝난 뒤 각 선수단에게 기념품으로 다시 전달되었다. 최종 주자들이 꽃잎 한 쪽에 성화를 붙이고, 머지않아 모든 꽃잎에 불이 붙자 경기장 바닥에서 파이프가 천천히 솟아올라 마침내 성화대를 이뤘다.
최종 주자 7명은 다음과 같았다. 오른쪽에 있는 사람은 성화 주자를 지명한 스포츠 원로를 가리킨다.
- 캘럼 에어리 (Callum Airlie) - 셜리 로버트슨
- 조던 더킷 (Jordan Duckitt) - 덩컨 굿휴
- 디자이어 헨리 (Desiree Henry) - 데일리 톰프슨
- 케이티 커크 (Katie Kirk) - 메리 피터스
- 캐머런 맥리치 (Cameron MacRitchie) - 스티브 레드그레이브
- 에이던 레이놀즈 (Aidan Reynold) - 린 데이비스
- 아델 트레이시 (Adelle Tracey) - 켈리 홈스

성화대는 토마스 헤더윅이 디자인한 것으로, 성화 점화 직전까지 성화대의 디자인이나 위치, 또 최종주자가 누구인지도 밝혀지지 않아 "개막식에서 가장 철저하게 비밀로 부쳐진" 것으로 소개되곤 했다.

### 그리고 끝
핑크 플로이드의 노래 "Eclipse"와 함께 화려한 불꽃놀이가 펼쳐졌고, 대형 스크린에는 올림픽 승리의 순간들이 비춰지는 한편으로 경기장 좌석 조명에는 제시 오언스가 생전에 달리던 모습이 표현되었다. 이 섹션의 하이라이트는 3시간 30분 전에 하늘로 날려보낸 풍선이 지구 상공 34km 고도에서 다다라, 올림픽 오륜의 모습을 실시간으로 전송하는 장면이었다. 이어 탐조등이 불꽃놀이에서 나오는 연기(런던의 또다른 상징적 이미지)를 비추면서 아르셀로미탈 오빗 타워가 환한 빛을 내었다. 마지막 공연으로 폴 매카트니가 등장해 비틀즈의 "The End"를 부르고, 곧바로 "Hey Jude"로 이어져 관객들과 함께 후렴구를 합창하면서 마무리했다.

### 참고
1. ↑  영국 최초로 결성된 서인도제도 이민자 출신 스틸 밴드
2. ↑  차기 올림픽 개최지인 리우데자네이루를 암시한다.
3. ↑  이 《피터 팬》의 저작권은 앞서 소개된 그레이트 오먼드 스트리트 병원에게 있었다. 1929년 작가가 사망 직전 병원 측에 저작권을 기부했으며, 사후 50년이 지난 1987년 포괄적 저작권이 소멸되었다.
4. ↑  공연 주인공 '준' (June)의 이름을 이 영화 주인공에서 따왔다.
5. ↑  노래 막바지에 다다라서 영국의 SF 드라마 《닥터 후》에서 등장하는 타디스의 소리가 삽입되기도 했다.
6. ↑  모호크 스타일의 인형머리를 뒤집어쓴 출연진들이 힘껏 뛰어오르며 포고 댄스를 추는 동시에, 노래 가사가 스타디움 내부의 LED 불빛으로 가득 새겨졌다.
7. ↑  이 시점에서 준으로부터 이름이 뭐냐는 문자를 받은 프랭키가 밴드를 상징하는 "Frankie say... RELAX" (→프랭키가 전합니다...진정해!) 티셔츠를 내보이며 답하는 장면이 연출된다.
8. ↑  1957년 영국 의학드라마 《이머전시 워드 텐》에서 최초로 등장한 백인과 흑인 간의 키스, 1982년 영국 연속극 《브룩사이드》에서 처음 등장한 레즈비언 간의 키스, 영화 《슈렉》의 키스신 등. 여기서 브룩사이드의 키스신은, 사우디아라비아를 비롯한 일부 국가 방송에서는 처음으로 레즈비언의 키스씬이 노출된 사례로 남기도 했다.

1. ↑  The world shall perish not for lack of wonders, but for lack of wonder.
2. ↑  Be not afeard: the isle is full of noises,
 Sounds, and sweet airs, that give delight, and hurt not.
Sometimes a thousand twangling instruments
 Will hum about mine ears; and sometimes voices,
 That, if I then had wak'd after long sleep,
 Will make me sleep again: and then, in dreaming,
 The clouds methought would open and show riches
 Ready to drop upon me; that, when I wak'd,
 I cried to dream again.

## 같이 보기
- 2012년 하계 올림픽 폐회식
- 2012년 하계 올림픽